# Linda Gustavson
Linda Lee Gustavson (Santa Cruz, 30 novembre 1949) è un'ex nuotatrice statunitense.

## Palmarès
Olimpiadi
- 3 medaglie:
  - 1 oro (staffetta 4x100 metri stile libero a Città del Messico 1968)
  - 1 argento (400 metri stile libero a Città del Messico 1968)
  - 1 bronzo (100 metri stile libero a Città del Messico 1968).

Giochi panamericani
- 1 medaglia:
  - 1 oro (staffetta 4x100 metri stile libero a Winnipeg 1967).

Universiadi
- 4 medaglie:
  - 4 ori (100 metri stile libero a Tokyo 1967, 400 metri stile libero a Tokyo 1967, staffetta 4x100 metri stile libero a Tokyo 1967, staffetta 4x100 metri misti a Tokyo 1967).